# Ближнє та дальнє поле

Ближнє поле: Ця схема показує червоним кольором магнітне поле B, викликане змінним магнітним полем E.

Дальнє поле: Діаграма спрямованості покахує, в яких напрямках електромагнітні хвилі уносять найбільше енергії.

Ближнє та дальнє поле – це області електромагнітного поля навколо об’єкта (наприклад, передавальної антени або розсіювальної частинки) із суттєво різною поведінкою поля. В області ближнього поля електромагнітна хвиля ще не сформована, і поле випромінювача можна розглядати в квазістатичному наближенні, нехтуючи ефектами запізнення. Натомість у дальньому полі основною складовою є електромагнітне випромінювання.
Складовою ближнього поля є еванесцентне поле, тобто поле, яке експоненційно спадає з віддаллю від джерела, тобто не є складовою випромінювання.